# Гендель і гангстери
«Гендель і гангстери» — радянський телефільм-спектакль, знятий режисером В'ячеславом Бровкіним за однойменним оповіданням Джона Бойнтона Прістлі в 1967 році. Виробництво Головної редакції літературно-драматичних програм Центрального телебачення СРСР.

## Сюжет
У застряглій кабіні ліфта містер Хебблсуейт дав зрозуміти своєму попутнику, що той фальшивить, насвистуючи мелодію Генделя. Пан, до якого була висловлена претензія, представився. Його звали Джеймс Ортон — він, великий бізнесмен і захоплений шанувальник творчості великого композитора, був упевнений, що правильно пам'ятає мелодію, і на доказ своєї правоти запросив Хебблсуейта в орендований ним готельний номер для того, щоб звіритися з наявною у нього партитурою. У кімнаті на них чекала зустріч з двома гангстерами, що переслідують Ортона (як виявилося активного борця з бандитським впливом в діловому житті) з метою отримати його підпис на компрометуючих документах. Розлючений хамською поведінкою непрошених гостей, Хебблсуейт знайшов хитромудрий спосіб сповістити поліцію про напад. Деякий час по тому обидва літніх джентльмена були на волі і могли продовжити свій захоплюючу суперечку про нюанси музичної спадщини Генделя.

## У ролях
- Ростислав Плятт  Нар. арт. СРСР  —  Том Хебблсуейт
- Сергій Годзі  Засл. арт. РРФСР  —  Джеймс Орнтон
- Анатолій Баранцев  Засл. арт. РРФСР  —  Чарлі
- Михайло Львів  арт.  —  Сем

## Знімальна група
- Постановка —  В'ячеслав Бровкін
- Асистент режисера — К. Антропов
- Ведучий оператор — Андрій Тюпкін
- Оператори — І. Ігнатов, Т. Паттерсон, Є. Павлов
- Звукорежисер — Г. Стародубровська
- Художник — С. Сафронов